# Mîndra, Călărași
Mîndra este un sat din comuna Hîrjauca din raionul Călărași, Republica Moldova. În localitate este amplasat izvorul de apă minerală din comuna Hîrjauca, o arie protejată din categoria monumentelor naturii de tip hidrologic. Biserica de lemn „Sfântul Dumitru” din sat este un monument de arhitectură și artă de importanță națională.

## Istorie
Localitatea a fost atestată documentar pentru prima dată la 28 iunie 1644, într-un uric emis de Vasile Lupu, cu denumirea „Poiana Mândrii”:
„1644, iunie 28.

Ispisoc sârbesc împreună cu tălmăcirea lui dela Domnul Vasili Voevod prin cari întărești stăpânirea lui Ilie, feciorul Cozmii Bânzari și soției sale Vasilicăi pe un loc de sat ce să numești din vechi Hrăjavca, iară acum Poiana Gătcai pe amândouă fețile pân' la capătul Poenii Mândrii și la capătul Poenii Danciului, pi amândouă fețili cu loc di heleștei, cu moara Hrăjavnii ci esti în ținutul Orhei cu fânați și cu tot venitul ce l-au cumpărat dela Grigorce și surorile lui Nastasiea, Ileana și Gala, fiei Irinei Șănțoaei din Vovinești drept 45 galbini bani buni ce și ea l-au avut dela Manea Hrajavna cu uric dela Ștefan Vodă cel Bătrân.”

## Personalități

### Născuți în Mîndra
- Anatoli Kucerena (n. 1960), avocat, doctor în drept și profesor rus